# Бомблін
Бомблін (пол. Bąblin, нім. Bablin) — село в Польщі, у гміні Оборники Оборницького повіту Великопольського воєводства.
Населення — 209 осіб (2011).
У 1975-1998 роках село належало до Познанського воєводства.

## Демографія
Демографічна структура станом на 31 березня 2011 року:
|          | Загалом | Допрацездатний вік | Працездатний вік | Постпрацездатний вік |
| -------- | ------- | ------------------ | ---------------- | -------------------- |
| Чоловіки | 117     | 23                 | 79               | 15                   |
| Жінки    | 92      | 13                 | 61               | 18                   |
| Разом    | 209     | 36                 | 140              | 33                   |